# كلود هندرسون
كلود هندرسون (14 يونيو 1972 في جنوب أفريقيا - ) (بالإنجليزية: Claude Henderson)‏ هو لاعب كريكت جنوب أفريقي. شارك مع منتخب جنوب أفريقيا الوطني للكريكت. أما مع النوادي، فقد لعب مع نادي مقاطعة ليسترشاير للكريكت ‏ وBoland (cricket team) ‏ وCape Cobras ‏ وImperial Lions ‏.

## وصلات خارجية
- كلود هندرسون على موقع إي آس بي آن كريك إنفو (الإنجليزية)